# Population stellaire

Distribution des populations stellaires dans la voie lactée.

Les étoiles de notre galaxie furent classées en deux populations stellaires, dites « Population I » et « Population II » par Walter Baade en 1944.
Le critère de classification était la largeur des raies spectrales des étoiles de la partie centrale des galaxies (Population I) comparée à celle des étoiles du bord des galaxies (raies plus fines), la Population II. Il faut attendre les années 1950 pour que cette dichotomie soit reliée à l'abondance chimique de surface des étoiles.
Ainsi la définition moderne des populations I et II est la suivante :
- les étoiles de « Population I » sont des étoiles riches en métaux, en général jeunes appartenant au disque jeune (épaisseur très fine) de la galaxie. Le Soleil fait partie de cette catégorie. Leur âge varie d'environ 0 à 10 milliards d'années ;
- les étoiles de « Population II » sont très vieilles, pauvres en métaux et ont été formées avant la formation du disque galactique ; elles appartiennent principalement au halo galactique (exemple HD 140283). Leur âge varie d'environ 11 à 13,5 milliards d'années (période de formation du halo). Les amas globulaires sont constitués d'étoiles de cette catégorie.

Il existe également des étoiles de Population II appartenant au vieux disque (épais) mais moins pauvres en métaux que celles du halo, donc plus récentes (environ 9 à 11 milliards d'années).
L'estimation des âges des étoiles est très incertaine et les chiffres précédents sont à prendre avec des incertitudes de l'ordre du milliard d'années.
Les astrophysiciens envisagent une hypothétique « population III ». Elle serait constituée d'étoiles qui auraient existé avant la formation des galaxies. Cette troisième population semble, selon les modélisations, ne pouvoir exister que sous forme d'étoiles extrêmement massives, dépourvues de métaux, ayant eu une vie très courte, et par conséquent n'existant plus. On en cherche l'existence passée sous forme de signature d'abondance chimique particulière, dans les étoiles qui suivirent la période très brève de la Population III et qu'on trouve encore, c’est-à-dire les étoiles de Population II extrêmes ayant une abondance chimique très faible par rapport à l'abondance solaire (typiquement moins 1/1 000). En effet, ces étoiles de population III étant très massives, elles finiront leur vie en hypernova[réf. souhaitée], et on peut calculer quelle quantité de matière sera rejetée dans le milieu interstellaire lors de leur explosion. On peut alors calculer la composition chimique des nuages de gaz enrichis par ces explosions. On peut ensuite en déduire quelle sera la composition chimique des atmosphères des étoiles de population II.